# B–52 Stratofortress
A B–52 Stratofortress a világ egyik legismertebb nehézbombázója (a Stratofortess név egyrészt a sztratoszféra meghódítására utal, a fortress pedig erődöt jelent, utalás a korábbi amerikai nehézbombázók, a B–17 Flying Fortress és a B–29 Superfortress neveire). A gép 1955-ben állt hadrendbe, a szolgálatban tartását eredetileg 2000-ig tervezték, de a szűkös költségvetés miatt a típus korszerűsítése mellett döntöttek, így a gép egészen 2045-ig állhat hadrendben. A típus első változata 1952-ben B–52A néven állt szolgálatba, majd ezt 1962-ben a B–52H jelű típus követte. Jelenleg csak a H jelű típusok állnak szolgálatban.

## Történet

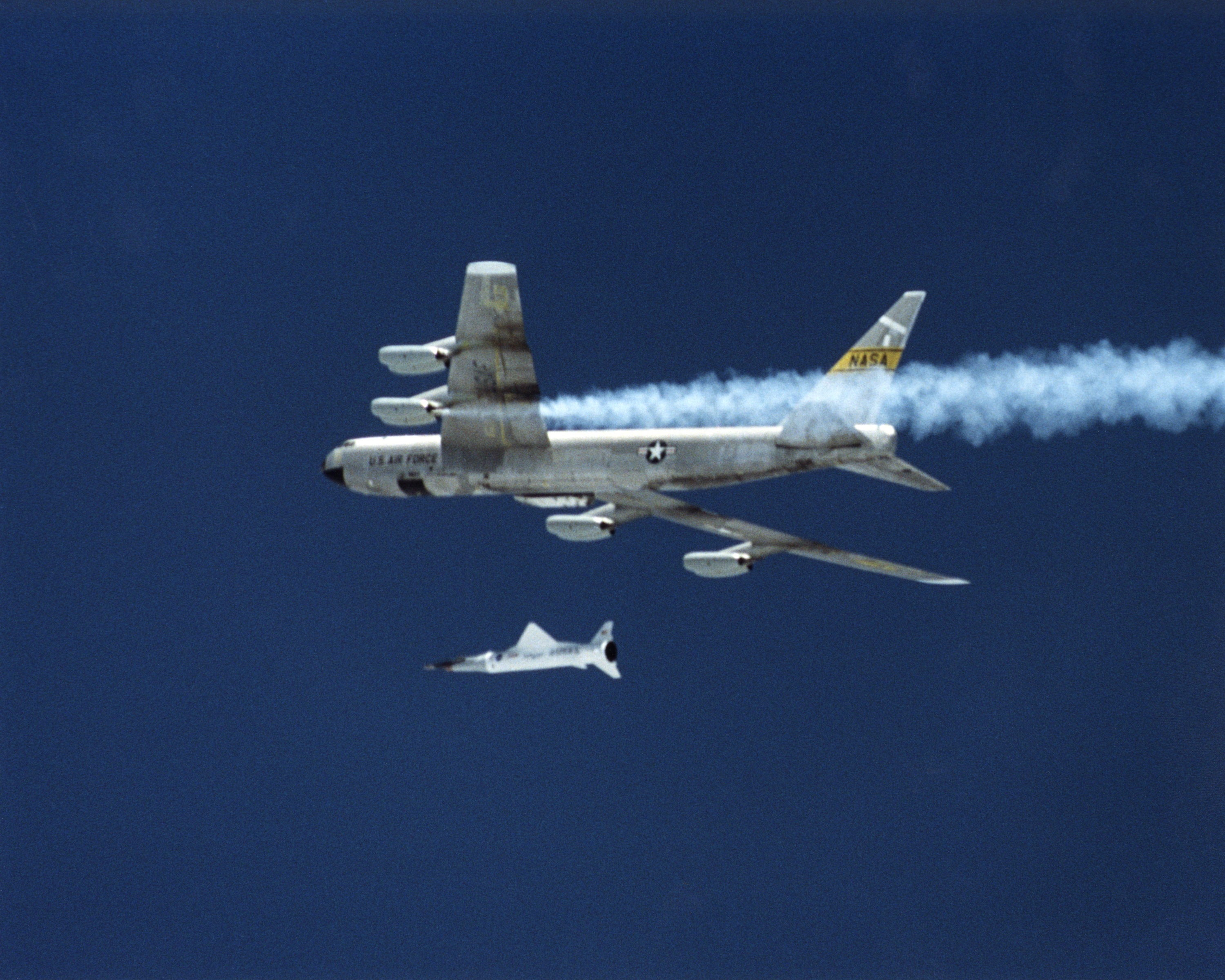
A NASA B-52-ese (felül) az X-43A-val

A repülőgép kifejlesztésének célja a Szovjetunió elleni nukleáris csapás volt, a gépet úgy tervezték, hogy amerikai bázisokról felszállva a Szovjetunióra atomcsapást mérjen. Az oroszok válaszul kifejlesztették a Tupoljev Tu–95-öst, ez azonban teljesítményben és technikailag is alulmaradt a Stratofortess-szel szemben. A gép egyaránt alkalmas hagyományos és nukleáris bombák szállítására. Csekély fegyverzete ellenére (faroklövész) elterjedt bombázó, a világ számos pontján bevetették már: öbölháború, Afganisztán, Vietnám, Szerbia. A pilóták egymás között a gépet kissé nehézkes repülési tulajdonságai miatt csak BUFF-nak hívták (Big Ugly Fat Fucker/Fellow).

## Jellemzők
A gép 8 hajtóművel rendelkezik, amelyek 4 gondolában foglalnak helyet. A nagy fesztáv miatt a szárnyak végén oldalfutókat találunk, ezek akadályozzák meg a szárnyak leérését. A gép elektronikája egy forgatható toronyban van elhelyezve az orr alatt. Fel van szerelve radar-érzékelő, radar-zavaró és hamis radarjeleket kibocsátó berendezésekkel. Katapultálható ülésekkel rendelkezik (bombázóknál ritkán alkalmazott megoldás). A világon egyedül az USA rendelkezik B-52 típusú gépekkel.

## Fegyverzet

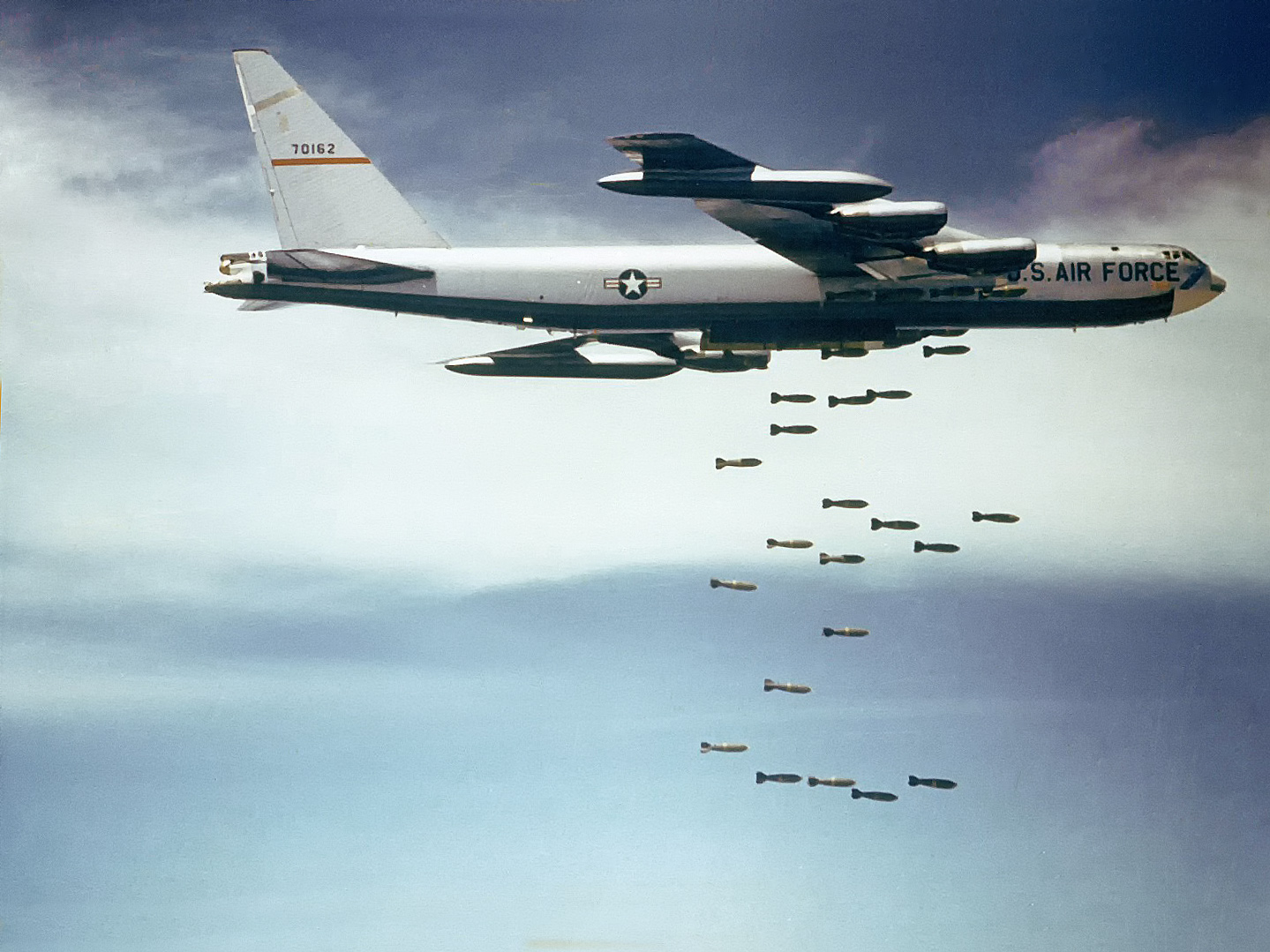
Bombavetés

Saját védelmét mindössze egy forgócsövű gépágyú, (a korábbi változatoknál géppuskák) látja el. Különböző robotrepülőgépekkel is felszerelhető, nukleáris bombák szállítására is alkalmas (8 darab a bombakamrában és a szárnyak alatt), AGM–84 Harpoon hajók elleni rakétákkal és AGM–142 Have Nap rakétákkal is felszerelhető.
- 51 db 227 kg-os,
- 30 db 454 kg-os,
- 20 db 907 kg-os JDAM, gravitációs bomba

Egyéb gravitációs és nukleáris bombák is bevethetők a szárnyak alá függesztve, illetve a törzsben szállítva.

## Műszaki adatok (B–52H)

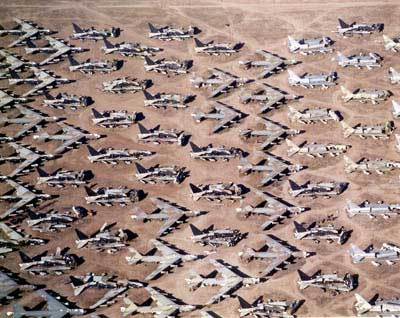
Leselejtezett B-52-esek Arizonában

### Általános jellemzők
- Személyzet: 5 fő (pilóta, másodpilóta(en), fegyverzeti tiszt(en), navigátor(en), elektronikus hadviselési tiszt(en) és faroklövész(en) a farokágyú 1991-es eltávolításáig)
- Hossz: 48,5 m
- Fesztávolság(en): 56,4 m
- Magasság: 12,4 m
- Szárnyfelület: 370 m²
- Szárnyprofil: tő NACA 63A219.3 mod(en), csúcs NACA 65A209.5
- Üres tömeg(en): 83 250 kg
- Feltöltött tömeg: 120 000 kg
- Maximális felszálló tömeg(en): 220 000 kg
- Üzemanyag-kapacitás: 181 610 l

### Hajtóművek
- Hajtóművek száma: 8 darab
- Típusa: Pratt & Whitney TF33-P-3/103 gázturbinás sugárhajtómű
- Maximális tolóerő: 8×76 kN

### Repülési adatok
- Legnagyobb sebesség(en): 1047 km/h (560 csomó, 650 mph)
- Utazósebesség(en): 844 km/h (442 csomó, 525 mph)
- Bevetési távolság(en): 7210 km (4480 mérföld, 3890 teng. mérföld)
- Hatótávolság(en): 16 232 km (10 145 mérföld, 8764 teng. mérföld)
- Szolgálati csúcsmagasság(en): 15 000 m (50 000 láb)
- Emelkedőképesség(en): 31,85 m/s (6270 láb/perc)
- Szárny felületi terhelése(en): 595 kg/m²
- Tolóerő-tömeg arány: 0,31
- Siklószám: 21,5 (becsült)

### Fegyverzet
- Lőfegyverek: 1× 20 mm-es(en) M61 Vulcan gépágyú, a H-modelleken eredetileg a távirányítású faroktoronyba szerelve; 1991-ben az összes jelenleg üzemben tartott repülőgépből eltávolították
- Bombák: Közel 31 500 kg (70 000 font) vegyes bombateher; bombák, aknák, rakéták, különböző konfigurációkban.

### Repülőelektronika
- Platina-szilikát alapú előretekintő infravörös(en) és nagy felbontású, alacsony fényszintű televíziós érzékelőket használó elektro-optikus képalkotó rendszer
- ADR–8 dipólrakéta (1965-1970)[1]
- LITENING továbbfejlesztett célmegjelölő rendszer[2]
- Sniper továbbfejlesztett célmegjelölő konténer
- IBM AP-101 számítógép[3]

## Balesetek
1961. január 24-én a goldsborói Seymour Johnson légibázisról felszállt B–52g Stratofortress bombázó megszakította a légi utántöltését üzemanyag-szivárgás miatt. Először azt tervezték, hogy a tenger felett várakoznak addig, míg az üzemanyaguk annyira kifogy, hogy megkezdhessék a leszállást, de a helyzet rosszabbodott, és végül a parancsnok elrendelte a gép elhagyását.
A nyolcfős személyzetből öten túlélték a balesetet. A pörgő és zuhanó roncsból a fedélzeten tárolt két Mark 39-es atombomba kihullott. Az egyik egy fára zuhant, a másik mocsárba.
Az eset után a Pentagon kijelentette, hogy nem volt robbanásveszély, a honvédelmi minisztérium szerint pedig robbanóanyag sem volt a bombában. Ehhez képest Parker F. Jones, a nukleáris biztonsággal foglalkozó Sandia National Laboratories vezetője egy 1969-es jelentésben azt hozta ki, hogy a bomba robbanását megakadályozni hivatott 4 rendszerből három tönkrement a zuhanás során, és voltaképpen csak egy relé akadályozta meg a robbanást.
A 3,8 megatonnás bomba, a hirosimai 15 kilotonnás bombának a 250-szeresét jelentette volna. A becsapódás helyétől 19 kilométerre található az akkor 29 ezres lakosságú Goldsboro városa.